# Caso Calígula
El Caso Calígula fue un proceso judicial sobre el asesinato sin resolver de los jóvenes Fernando de Romaña Azalde y Julio Domínguez Barsallo, ocurrido en Lima el jueves 13 de febrero de 1992.
Romaña Asalde, alias Calígula, fue asesinado con tres disparos en la cabeza y su cuerpo fue abandonado en el kilómetro 17 de la carretera Huarochirí, Cieneguilla. Domínguez, alías Chato, murió de un balazo en el ojo izquierdo y fue hallado al lado de su vehículo Toyota plateado en Monterrico. La prensa y la policía comenzaron a investigar sobre su vida y se los ligó con el narcotráfico, el robo y la extorsión con vídeos pornográficos. No se ha determinado al autor del crimen ni los motivos.
En 1993 la cadena de televisión peruana Frecuencia Latina estrenó la telenovela El ángel vengador: Calígula, basada en este caso, dirigida por Luis Llosa y protagonizada por Julián Legaspi.